# Aetea dilatata
Aetea dilatata är en mossdjursart som först beskrevs av Busk 1851.  Aetea dilatata ingår i släktet Aetea och familjen Aeteidae. Inga underarter finns listade i Catalogue of Life.